# 甲田学人
甲田 学人（こうだ がくと、1977年〈昭和52年〉 - ）は日本のライトノベル作家。岡山県津山市出身。二松学舎大学卒業。本名・甲田学。英語圏での出版物は甲田をCodaと表記している。
第7回電撃ゲーム小説大賞で短編小説『夜魔 罪科釣人奇譚』が最終選考に残ったことでその執筆力が認められ、書き下ろし『Missing 神隠しの物語』で電撃文庫より2001年にデビュー。

## 人物
「自分の作品はホラーではなくメルヘンである」「残酷描写はあるものの、グロテスクでは決してない」など、文庫のあとがきにて主張している（『断章のグリムII』にて初めて「スプーン1杯ほどの、グロテスク」を加えた、とあとがきに記している）。
かなりの酒好き・大酒飲み。特に日本酒にはこだわりを持っている。しかし、「酒豪」と言われると「そんなことはない」と言い返している。
かつてはイラストレーターを目指しており、自画像に用いられるイラストも自筆によるものである。

## 作品リスト
電撃文庫
- Missing （イラスト：翠川しん、2001年 - 2005年、全13巻）
- 断章のグリム （イラスト：三日月かける、2006年 - 2012年、全17巻）
- 夜魔 -奇- （イラスト：三日月かける、2010年1月10日、単巻）
- ノロワレ （イラスト：三日月かける、2012年 - 2013年、既刊3巻）本人のTwitterにて打ち切りが発表される。
- 霊感少女は箱の中 （イラスト：ふゆの春秋、2017年 - 2018年、既刊3巻）
- ほうかごがかり （イラスト：potg、2024年 - 、既刊4巻）

メディアワークス文庫
- 夜魔 -怪- （2010年1月25日、単巻）
- 時槻風乃と黒い童話の夜 （2014年12月 - 、既刊3巻）
- ノロワレ 怪奇作家真木夢人と幽霊マンション （2015年6月 - 2016年4月、全3巻）

電撃の単行本
- 夜魔 （2005年11月10日、単巻）